# Magritte des meilleurs décors
Le Magritte des meilleurs décors est une récompense décernée depuis 2011 par l'Académie André Delvaux, laquelle décerne également tous les autres Magritte du cinéma.

## Palmarès

### Années 2010
| Année | Film                                      | Chef(s) décorateur(s)                   |
| ----- | ----------------------------------------- | --------------------------------------- |
| 2011  | Panique au village                        | Eric Blesin, Marc Nis                   |
| 2011  | Illégal                                   | Patrick Dechesne, Alain-Pascal Housiaux |
| 2011  | Les Barons                                | Mohammed Ayada                          |
| 2012  | Quartier lointain                         | Véronique Sacrez                        |
| 2012  | La Meute                                  | Eugénie Collet et Florence Vercheval    |
| 2012  | Le Gamin au vélo                          | Igor Gabriel                            |
| 2012  | Les Géants                                | Paul Rouschop                           |
| 2013  | Dead Man Talking                          | Alina Santos                            |
| 2013  | L'Envahisseur                             | Françoise Joset                         |
| 2013  | La Folie Almayer                          | Patrick Dechesne, Alain-Pascal Housiaux |
| 2014  | Tango libre                               | Véronique Sacrez                        |
| 2014  | L'Écume des jours                         | Pierre Renson                           |
| 2014  | La Cinquième Saison                       | Igor Gabriel                            |
| 2015  | Marina                                    | Hubert Pouille                          |
| 2015  | Deux jours, une nuit                      | Igor Gabriel                            |
| 2015  | L'Étrange Couleur des larmes de ton corps | Julia Irribarria                        |
| 2016  | Alleluia                                  | Emmanuel de Meulemeester                |
| 2016  | Je suis mort mais j'ai des amis           | Eve Martin                              |
| 2016  | Tous les chats sont gris                  | Paul Rouschop                           |
| 2017  | Les Premiers, les Derniers                | Paul Rouschop                           |
| 2017  | Éternité                                  | Véronique Sacrez                        |
| 2017  | Keeper                                    | Florin Dima                             |
| 2018  | Grave                                     | Laurie Colson                           |
| 2018  | Mon Ange                                  | Luc Noël                                |
| 2018  | Noces                                     | Catherine Cosme                         |
| 2019  | Laissez bronzer les cadavres              | Alina Santos                            |
| 2019  | Bye Bye Germany                           | Véronique Sacrez                        |
| 2019  | Girl                                      | Philippe Bertin                         |

### Années 2020
| Année | Film                  | Chef(s) décorateur(s)             |
| ----- | --------------------- | --------------------------------- |
| 2020  | Lola vers la mer      | Catherine Cosme                   |
| 2020  | De Patrick            | Hubert Pouille et Pepijn Van Looy |
| 2020  | The Room              | Françoise Joset                   |
| 2022  | Une vie démente       | Lisa Etienne                      |
| 2022  | Les Intranquilles     | Anna Falguères                    |
| 2022  | Titane                | Laurie Colson, Lise Péault        |
| 2023  | Close                 | Eve Martin                        |
| 2023  | L'Ombre d'un mensonge | Paul Rouschop                     |
| 2023  | Rien à foutre         | Anna Falguères                    |

## Nominations multiples
Deux récompenses et deux nominations :
- Véronique Sacrez : récompensée en 2012 pour Quartier lointain et en 2014 pour Tango libre, et nommée en 2017 pour Éternité et en 2019 pour Bye Bye Germany.

Deux récompenses :
- Alina Santos : en 2013 pour Dead Man Talking et en 2019 pour Laissez bronzer les cadavres.

Une récompense et trois nominations :
- Paul Rouschop : récompensé en 2017 pour Les Premiers, les Derniers, et nommé en 2012 pour Les Géants, en 2016 pour Tous les chats sont gris et en 2023 pour L'Ombre d'un mensonge.

Une récompense et une nomination :
- Catherine Cosme : récompensée en 2020 pour Lola vers la mer, et nommée en 2018 pour Noces.
- Hubert Pouille : récompensé en 2015 pour Marina, et nommé en 2020 pour De Patrick (avec Pepijn Van Looy).
- Laurie Colson : récompensée en 2018 pour Grave, et nommée en 2022 pour Titane (avec Lise Péault).
- Eve Martin : récompensée en 2023 pour Close, et nommée en 2016 pour Je suis mort mais j'ai des amis.

Trois nominations :
- Igor Gabriel : en 2012 pour Le Gamin au vélo, en 2014 pour La Cinquième Saison et en 2015 pour Deux jours, une nuit.

Deux nominations :
- Patrick Dechesne et Alain-Pascal Housiaux : en 2011 pour Illégal, et en 2013 pour La Folie Almayer.
- Françoise Joset : en 2013 pour L'Envahisseur, et en 2020 pour The Room.
- Anna Falguères : en 2022 pour Les Intranquilles, et en 2023 pour Rien à foutre.